# Apicia umbrilineata
Apicia umbrilineata är en fjärilsart som beskrevs av W. Warren 1900. Apicia umbrilineata ingår i släktet Apicia och familjen mätare. Inga underarter finns listade i Catalogue of Life.